# La Teología de Aristóteles

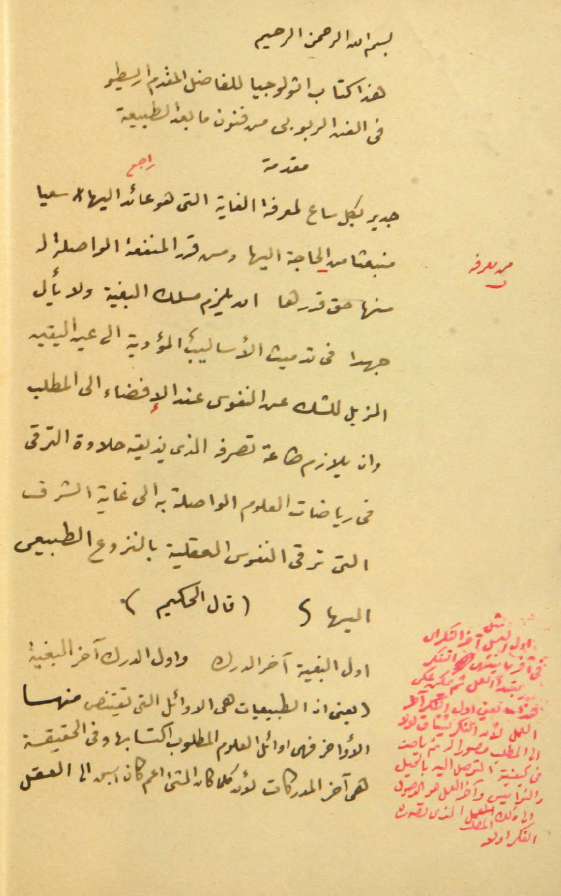
Una página de una copia egipcia de los años treinta de la Teología de Aristóteles.

La Teología de Aristóteles o Theologia Aristotelis (en árabe: أثولوجيا أرسطو‎, romanizado: Athulujiya Aristu es una paráfrasis en árabe de partes de las Seis Enéadas de Plotino junto con el comentario de Porfirio. Fue atribuido tradicionalmente a Aristóteles, pero como esta atribución es ciertamente falsa, es convencional describir al autor como "Pseudo-Aristóteles". Tuvo un efecto significativo en la filosofía islámica temprana, debido al interés islámico en Aristóteles. Al-Kindi (Alkindus) y Avicena, por ejemplo, fueron influenciados por las obras de Plotino mediadas a través de la Teología y obras similares. El traductor intentó integrar las ideas de Aristóteles con las de Plotino — mientras intentaba hacer que Plotino fuera compatible con el cristianismo y el Islam, produciendo así una síntesis única. 

## Visión general
La teología de Aristóteles, con La carta sobre la ciencia divina y Los dichos del sabio griego, una colección de fragmentos, juntos forman la Plotiniana Arábica. Parecen haber sido adaptados por Ibn Na'ima al-Himsi, un cristiano, y editados por Al-Kindi, un musulmán (ambos escritores estuvieron activos en el siglo IX).
También hay una versión más larga de la Teología, cuya autoría es incierta. Según Shlomo Pines, puede haber sido escrito por Isma'ilis. Paul Fenton, por otro lado, pensó que podría haber sido derivado de judíos egipcios. 
Así como hay una paráfrasis árabe de los Seis Enneads de Plotino, mezclándola con el pensamiento de Aristóteles, también hay una paráfrasis árabe de De Anima de Aristóteles, mezclándola con el pensamiento de Plotino. Así, la filosofía islámica posterior, y la filosofía europea que se basaron en los textos filosóficos islámicos, se basaron en esta síntesis neoplatónica.

## Ediciones

### Texto
- Badawi, Abdurrahman, Aflutin Ind Al'Arab. Plotinus apud Arabes: Theologia Aristotelis et Fragmenta Quae Supersunt, El Cairo 1955 (repr. Kuwait, 1977 y 1995): original árabe
- El proyecto del Consejo Europeo de Investigación "Ideas, Advanced Grant 249431", bajo la supervisión de Cristina d'Ancona, publicará una edición crítica, siguiendo el orden del árabe.[2]

### Traducciones
- Franciscus Patricius, Mystica Aegyptiorum et Chaldaeorum: a Platone voce tradita, y ab Aristotele exceptta et conscripta philosophia edente Francisco Patricio, Ferrara 1591: traducción latina
- HORA. Schwyzer (ed. ), Plotini Opera - Tomus II: Enneades IV-V. Plotiniana Arabica ad codicum fidem anglice vertit Geoffrey Lewis, París 1959: traducción al inglés, siguiendo el orden del texto de Plotinus
- Luciano Rubio (tr. ), Pseudo-Aristóteles, Teologia (Madrid 1978), español
- Catarina Belo (tr. ), A Teologia de Aristóteles (2010), traducción al portugués, basada en el texto de Badawi[3]

## Otras lecturas

### Sobrela teología de Aristóteles
- Peter S. Adamson, Plotinus árabe: un estudio filosófico de la 'Teología de Aristóteles' (2002: Londres, Gerald Duckworth & Co. Ltd.) ISBN 0-7156-3163-2
- mismo, Antes de la esencia y la existencia: la concepción del ser de al-Kindi, 2007
- D'Ancona, Cristina: Pseudo- "Teología de Aristóteles", Capítulo I: Estructura y Composición. Oriens, 2001, pp.   78-112.
- Paul Fenton, "Las versiones árabe y hebrea de la teología de Aristóteles" en Pseudo-Aristóteles en la Edad Media: La 'Teología' y otros textos, Jill Kraye, Charles B. Schmitt y WF Ryan (1986: Londres) ISBN 0-85481-065-X   , 241-264.
- Dimitri Gutas, pensamiento griego, cultura árabe: el movimiento de traducción greco-árabe en Bagdad y la sociedad ababida temprana (siglos II-IV / VIII-X) (1998: Londres, Routledge) ISBN 0-415-06132-6
- Shlomo Pines, "La Longue récension de la Théologie d'Aristote dans ses rapports avec la doctrine ismaélienne" en Revue des études Islamiques 22 (1954) 7-20
- Rowson, Everett K., Jill Kraye y WF Ryan y CB Schmitt: "La teología de Aristóteles y algunos otros textos pseudoaristotélicos reconsiderados" en Pseudo-Aristóteles en la Edad Media: La teología y otros textos . Revista de la American Oriental Society, jul. - septiembre de 1992, págs.   478–484
- Vajda, Georges (tr. ), "Les Notes D'Avicenne Sur La 'Théologie D'Aristote'", Revue Thomiste 1951 no. 51: 346-406; traducción del comentario de Avicena sobre la teología.

### En las otras obras
- Georges Anawati de , "Le néoplatonisme dans la pensée musulmane: état actuel des recherches", en Plotino e il neoplatonismo en Oriente e Occidente, Roma 1974 (contiene texto y traducción de la "Carta sobre la ciencia divina")
- Rüdiger Arnzen, Aristoteles 'De anima   : eine verlorene spätantike Paraphrase in arabischer und persischer Überlieferung (1998: Leiden, Brill) ISBN 90-04-10699-5

- Datos: Q3526597